# Horizon Capital
Horizon Capital — американсько-українська інвестиційна компанія. Головний виконавчий директор — Олена Кошарна. Компанія управляє шістьма фондами прямих інвестицій з активами на $1.2 млрд, фокусується на інвестиціях в Україну та Молдову.

## Про компанію
Це керівна компанія, що займається інвестиціями в компанії із середнім рівнем капіталізації, високим потенціалом зростання і прибутковості в Україні та регіоні. Серед інвесторів у фонди Horizon Capital — Європейський банк реконструкції та розвитку, Міжнародна фінансова корпорація, Нідерландський банк розвитку (FMO), Німецька інвестиційна корпорація (DEG), Швейцарський інвестиційний фонд для ринків, що розвиваються (SIFEM), Proparco (Франція), Інвестиційний фонд для країн, що розвиваються (IFU, Данія), а також багато фундацій, сімейних фондів та індивідуальних інвесторів. Сукупний капітал інвесторів фондів перевищує $570 мільярдів.

### Заснування
Компанію засновано 2006 р. засновниками Джефрі Нілом, Марком Івашком, Оленою Кошарною та Наталією Яресько. Ця команда почала свою співпрацю із інвестиційного фонду Western NIS Enterprise Fund (WNISEF).

### Фонди
Компанія керує фондами:
- Emerging Europe Growth Fund III, LP (EEGF III)
- Emerging Europe Growth Fund II, LP (EEGF II)
- Emerging Europe Growth Fund, LP (EEGF)
- Western NIS Enterprise Fund (WNISEF)

Протягом 2018—2023 компанія планувала вкласти в Україну 100—200 млн $.
2019 року новий фонд EEGF III компанії розміром 200 млн $ купив міноритарний пакет акцій українського виробника засобів безпеки та сигналізації Ajax Systems, витративши 10 млн $.

## Нагороди
- 2020 — Operational Excellence Award в регіоні Європи, Близького Сходу та Африки за версією Private Equity International (PEI) за угоду з Purcari Wineries.[5]